# Schizopyga flavifrons
Schizopyga flavifrons är en stekelart som beskrevs av Holmgren 1856. Schizopyga flavifrons ingår i släktet Schizopyga och familjen brokparasitsteklar. Arten är reproducerande i Sverige. Inga underarter finns listade i Catalogue of Life.